# Poços de Caldas
Poços de Caldas város Brazíliában, Minas Gerais államban. Lakosainak száma 163 742 fő (2022). Poços de Caldas Águas da Prata, Bandeira do Sul, Andradas, Botelhos, Campestre, Caldas, Caconde, Divinolândia és São Sebastião da Grama községekkel határos.

## Népesség
A település népességének változása:
| Lakosok száma | 135 627 | 152 435 | 168 641 | 169 838 | 163 742 |
|               | 2000    | 2010    | 2020    | 2021    | 2022    |